# Ваганаванк
Ваганаванк (арм. Վահանվանք), также Ваанаванк,  — армянский монастырь X века расположенный в 7 км к западу от города Капан Сюникского марза Армении. Является усыпальницей сюникских царей и князей.

## История
Ваганаванкский монастырь был построен в 911 году младшим сыном князя Дзагика Вааном. Был религиозным центром Сюникского княжествa. Старейшее здание комплекса — Церковь Святого Григория Просветителя. Это куполообразное здание имеющее несколько древних надписей. Позднее, в западной части монастыря князь Ваан пристроил арочный вестибюль и портик. Портик тянется с юга на север к притвору. В 1086 году царица Шахандухт II (ум. в 1116 году) и её сестра Ката пристроили вестибюль, южный вход монастыря и церковь Святой Богородицы. X—XI веками датируются хачкары, надписи, захоронения и прочие постройки на территории монастыря. В Ваганаванке находится царская усыпальница армянского Сюникского царства (Бахк). Обнаружены могильные плиты царя Васака (ум. в 1051 году), царя Григор I (ум. в 1072 году), матери царя Сенекерима  — княгини Софи (ум. в 1081 году) и других представителей царской династии.

## Галерея
- На подъезде к монастырю
- Пейзажи около монастыря
- Надгробная плита Вагана Первостроителя - основателя монастыря